# Hiệp ước Shimonoseki

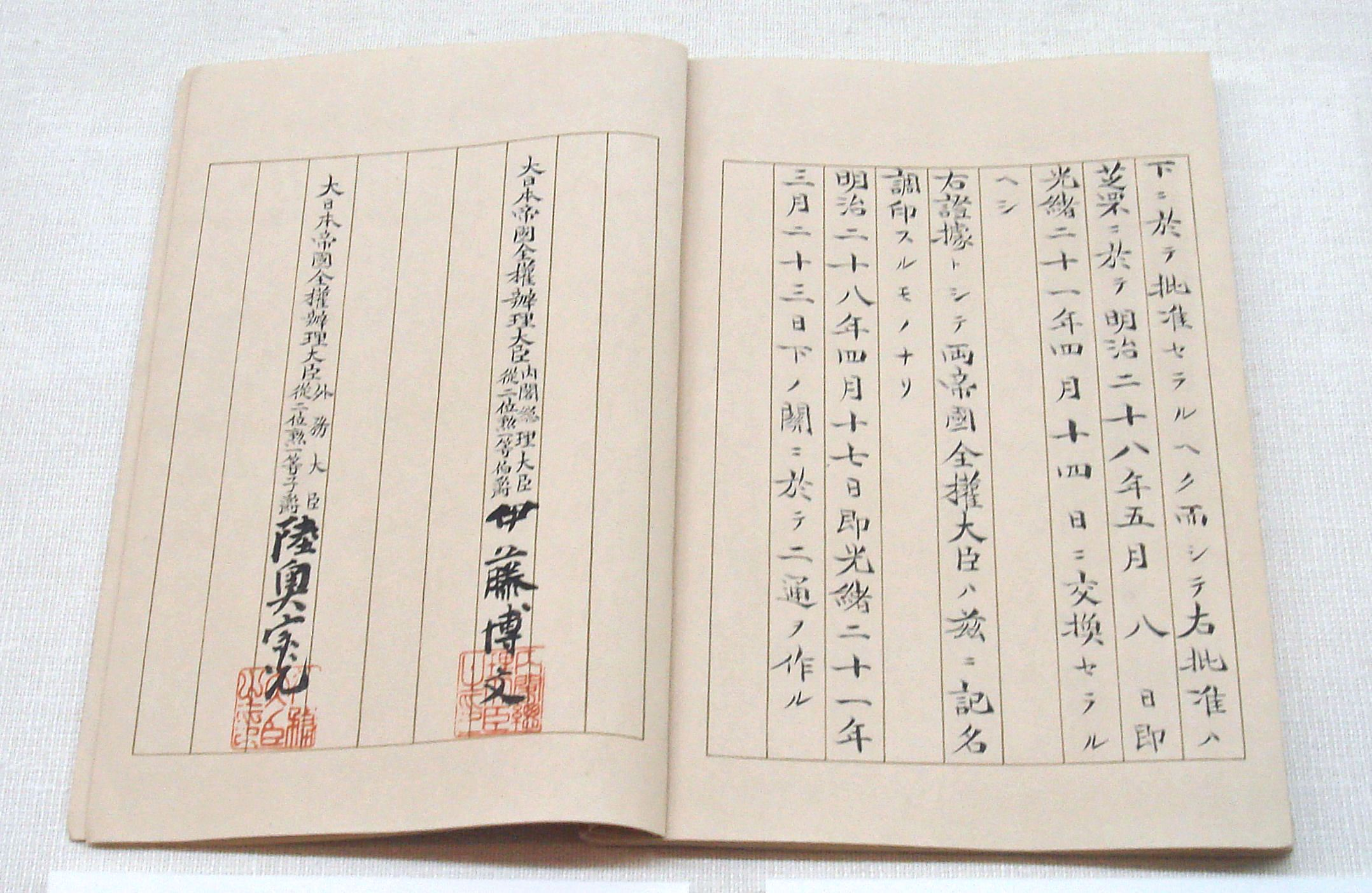
Phiên bản tiếng Nhật của Hiệp ước Shimonoseki, ngày 17 tháng 4 năm 1895.

Hiệp ước Shimonoseki (tiếng Nhật: 下関条約, đã Latinh hoá: Shimonoseki Jōyaku) hay Hiệp ước Mã Quan (giản thể: 马关条约; phồn thể: 馬關條約; bính âm: Mǎguān tiáoyuē) được ký kết ở sảnh đường Shunpanrō, thành phố Shimonoseki, Yamaguchi, vào ngày 17 tháng 4 năm 1895 giữa Đế quốc Đại Nhật Bản và Đế quốc Đại Thanh, kết thúc chiến tranh Trung-Nhật lần thứ nhất. Hội nghị hòa bình diễn ra từ ngày 20 tháng 3 đến ngày 17 tháng 4 năm 1895 và hiệp ước được ký kết đã nối tiếp và áp đảo Hiệp ước thương mại và hữu nghị Trung-Nhật năm 1871.

## Soạn thảo và ký kết

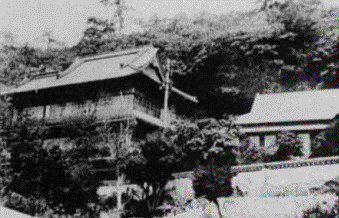
Sảnh đường Shunpanrō, nơi Hiệp ước Shimonoseki được ký kết

John W. Foster, cựu Ngoại trưởng Hoa Kỳ kiêm tư vấn pháp lý của nhà Thanh đã soạn thảo hiệp ước. Hiệp ước sau đó được ký đại diện Nhật Bản là Thủ tướng Itō Hirobumi,  Bá tước Mutsu Munemitsu (thay mặt cho Nhật hoàng); đại diện nhà Thanh là đại thần Lý Hồng Chương và Lý Kinh Phương.